# بيتر مارشال (لاعب كرة قدم أسترالية أسترالي)
بيتر مارشال (بالإنجليزية: Peter Marshall)‏ هو لاعب كرة قدم أسترالية أسترالي، ولد في 31 ديسمبر 1942.

## وصلات خارجية
- بيتر مارشال على موقع AustralianFootball.com (الإنجليزية)
- بيتر مارشال على موقع AFLtables.com (الإنجليزية)